# Mahatao, Batanes
Mahatao là một đô thị hạng 6 ở tỉnh Batanes, Philippines. Theo điều tra dân số năm 2015, đô thị này có dân số 1.555 người trong.

## Các đơn vị hành chính
Mahatao, về mặt hành chính, được chia thành 4 khu phố (barangay).
- Hanib
- Kaumbakan
- Panatayan
- Uvoy (Pob.)